# حصية

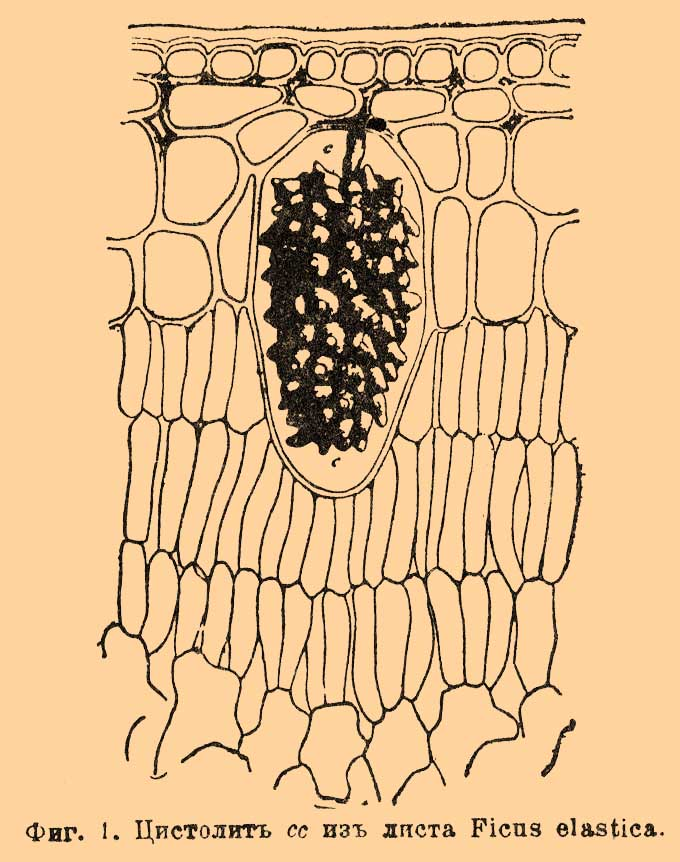
حصية في ورقة التين المرن

حُصَيَّة ركيمة من كربونات الكلسيوم تتكون في بعض جدران خلايا الأنسجة النباتية أخصها أوراق الأنجريات والأقنثيات.
بعض النباتات في فصيلة القراصية ومنها القراص الكبير، تشكل أيضًا حصيات في الأوراق، ولكن فقط خلال مراحل الإزهار المتأخرة ووضع البذور. من الأمثلة الأخرى القنب والنباتات الأخرى في فصيلة القنبية، التي تنتج الحصيات في أوراقها وأزهارها، والتين المرن ، نبات المطاط الهندي في الفصيلة التوتية.